# Yūsuke Watanuki
Yusuke Watanuki (japanisch 綿貫 裕介 Watanuki Yūsuke; * 20. Mai 1990 in Kasukabe, Präfektur Saitama) ist ein ehemaliger japanischer Tennisspieler.

## Karriere
Yusuke Watanuki spielte hauptsächlich auf der zweit- und drittklassigen ATP Challenger Tour und ITF Future Tour. Auf der Future Tour konnte er bisher zwei Einzel- und drei Doppeltitel gewinnen.
2017 kam Watanuki zu seinem Grand-Slam-Debüt im Mixed-Bewerb in Wimbledon. Zusammen mit seiner Partnerin Makoto Ninomiya konnte er sein Auftaktmatch gegen das Duo Dmitri Tursunow und Darja Gawrilowa in drei Sätzen gewinnen. In der zweiten Runde musste er sich allerdings den an Nummer 4 gesetzten Doppelspezialisten Ivan Dodig und Sania Mirza geschlagen geben. Nach einigen weiteren Future-Turnieren spielte er seit September 2017 keine Matches mehr.

## Privates
Watanuki hat zwei jüngere Brüder, die ebenfalls Tennisprofis sind. Sein jüngster Bruder Yōsuke spielte bereits im Doppel in Tokio. Alle spielten in Toyota erstmals bei ein und demselben Turnier.